# Libanees-Arabisch
Het Libanees-Arabisch is een variëteit van het Levantijns-Arabisch, inheems in en voornamelijk gesproken in Libanon door ongeveer 4 miljoen mensen, met aanzienlijke taalkundige invloeden ontleend aan andere Midden-Oosterse en Europese talen, en is in sommige opzichten uniek van andere soorten Arabisch.
Vanwege meertaligheid onder Libanezen (een meerderheid van de Libanese bevolking is tweetalig of drietalig - spreekt Arabisch, Frans en/of Engels) is het niet ongewoon voor Libanezen om Libanese Arabische, Franse en Engelse talen in hun dagelijkse spraak te mengen.